# İsmail Hakkı Ketenoğlu
 (signalé en mai 2025).
Si vous disposez d'ouvrages ou d'articles de référence ou si vous connaissez des sites web de qualité traitant du thème abordé ici, merci de compléter l'article en donnant les références utiles à sa vérifiabilité et en les liant à la section « Notes et références ».
- Archive Wikiwix
- Bing
- Cairn
- DuckDuckGo
- E. Universalis
- Gallica
- Google
- G. Books
- G. News
- G. Scholar
- Persée
- Qwant
- (zh) Baidu
- (ru) Yandex
- (wd) trouver des œuvres sur Wikidata

İsmail Hakkı Ketenoğlu né le 13 juillet 1906 à Kastamonu et mort le 1er juin 1977, est un juriste et homme politique.
Il est diplômé de la faculté de droit de l'Université d'Ankara en 1928. Il est procureur et juge pendant sa carrière professionnelle. En 1952, Il est nommé conseiller à la Cour de Cassation et en 1956, il devient vice président de la Cour de Cassation et entre 1956-1958 il est président de la 5e chambre criminelle. En 1959, nommé procureur général de la Cour de Cassation. Après le coup d'État de 1960 il est en retraite. En 1962, élu membre titulaire à la Cour constitutionnelle par la Grande Assemblée nationale de Turquie. Il est élu président de la Cour constitutionnelle. En 1971, il est, à cause de limite d'âge, il quitte cette présidence. Il est élu député d'Ankara en 1973 sur la liste de AP